# Ariana, Tunisia
Ariana sau Aryanah (în arabă أريانة ) este un oraș  în  Tunisia. Este reședinta  guvernoratului Ariana.